# Henry County (Alabama)
Das Henry County ist ein County im Bundesstaat Alabama der Vereinigten Staaten. Der Sitz der Countyverwaltung (County Seat) befindet sich in Abbeville.

## Geographie
Das County liegt fast im äußersten Südosten von Alabama in der sogenannten Wiregrass Region; im Osten grenzt es an Georgia und hat eine Fläche von 1472 Quadratkilometern, wovon 17 Quadratkilometer Wasserfläche sind. Es grenzt in Alabama im Uhrzeigersinn an folgende Countys: Houston County, Dale County und Barbour County.

## Geschichte
Die ersten weißen Siedler erreichten aus Georgia kommend die Gegend nach dem Vertrag von Fort Jackson von 1814, in dem die Muskogee große Teile ihres Landes an die Vereinigten Staaten abgetreten hatten. Frühe  Ortschaften entstanden mit Abbeville, Headland und Newville im Nordosten des Countys und am Chattahoochee River. Das County wurde am 13. Dezember 1819 auf Beschluss der Legislative des Alabama-Territoriums als Original-County gebildet. Aus dem Gebiet gingen im Lauf der Zeit insgesamt neun Countys zur Gänze oder in Teilen hervor. Neben dem Henry County waren dies  Coffee, Covington, Dale, Geneva, Houston, Barbour, Pike und das Crenshaw County. Dadurch entwickelte sich Henry vom größten County Alabamas zu einem der kleinsten. Benannt wurde es nach Patrick Henry, der Delegierter auf dem Kontinentalkongress war und vor dem provisorischen Kongress der Colony of Virginia während der Amerikanischen Revolution die berühmten Worte sprach: “Give me liberty or give me death.” („Gebt mir Freiheit oder den Tod“). Später war er Gouverneur von Virginia und Abgeordneter auf der Philadelphia Convention.
Aufgrund der vielen Gebietsabtrennungen vom Original-County änderte sich der County Seat häufiger. Der erste Verwaltungssitz war in Richmond, einer heute nicht mehr existierenden Ortschaft. Im Jahr 1826 verlegte man den County Seat nach Columbia, bis er schließlich 1833 Abbeville erreichte, wo er noch heute liegt. Nach mehreren Vorgängerbauten aus Holz entstand 1889 das erste Courthouse in Ziegelbauweise. Dieses wurde 1935 und schließlich 1965 durch einen Neubau ersetzt. Dieses sechste Verwaltungs- und Gerichtsgebäude wurde im Stile des Neoklassizismus errichtet und dient bis heute als Courthouse.
Wegen der kargen Böden war die Besiedlungsdichte im Henry County für lange Zeit gering und stieg signifikant erst nach dem Sezessionskrieg. Die Farmer betrieben zumeist Subsistenzwirtschaft. Nach dem Bürgerkrieg entdeckte zunehmend die Holzindustrie die Region wegen ihres hohen Bestands an Fichtenkiefern. Durch Fortschritte bei den Düngemitteln konnte im beginnenden 20. Jahrhundert im Henry County Baumwolle angebaut werden. Dieser Entwicklung setzte in den 1910er Jahren der Einfall des Baumwollkapselkäfers ein Ende. Die Farmer wichen nun auf Viehzucht und Erd- sowie Pekannussanbau aus. Heute ist Henry County ein Zentrum der Erdnussproduktion. In den 1930er und 1940er Jahren führte die bessere Verfügbarkeit von Strom durch Wasserkraftwerke zu einer Industrialisierung im County, wobei hier die Lebensmittel- und Textilproduktion die wichtigsten Wirtschaftszweige bilden.

## Demographische Daten

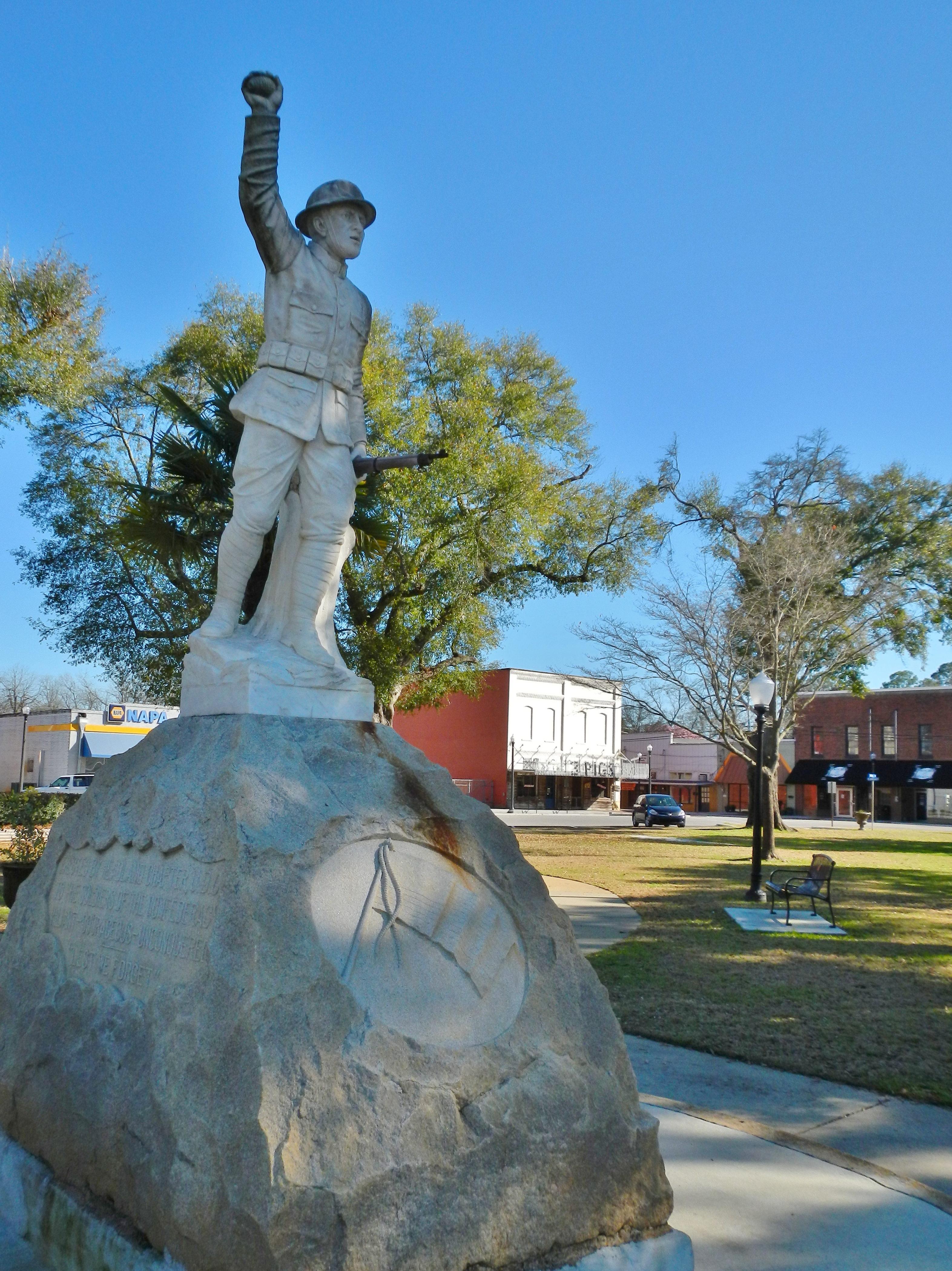
Spirit of the American Doughboy Statue nach E. M. Viquesney in Gedenken an den Ersten Weltkrieg

Nach der Volkszählung im Jahr 2000 lebten im Henry County 16.310 Menschen. Davon wohnten 179 Personen in Sammelunterkünften, die anderen Einwohner lebten in 6.525 Haushalten und 4.730 Familien. Die Bevölkerungsdichte betrug 11 Einwohner pro Quadratkilometer. Ethnisch betrachtet setzte sich die Bevölkerung zusammen aus 65,67 Prozent Weißen, 32,30 Prozent Afroamerikanern, 0,21 Prozent amerikanischen Ureinwohnern, 0,06 Prozent Asiaten, 0,02 Prozent Bewohnern aus dem pazifischen Inselraum und 1,00 Prozent aus anderen ethnischen Gruppen; 0,74 Prozent stammten von zwei oder mehr Ethnien ab. 1,53 Prozent der Bevölkerung waren spanischer oder lateinamerikanischer Abstammung.
Von den 6.525 Haushalten hatten 30,5 Prozent Kinder und Jugendliche unter 18 Jahren, die bei ihnen lebten. In 53,9 Prozent lebten verheiratete, zusammen lebende Paare, 14,7 Prozent waren allein erziehende Mütter, 27,5 Prozent waren keine Familien, 25,3 Prozent aller Haushalte waren Singlehaushalte und in 12,3 Prozent lebten Menschen im Alter von 65 Jahren oder darüber. Die Durchschnittshaushaltsgröße betrug 2,47 und die durchschnittliche Familiengröße betrug 2,95 Personen.
24,1 Prozent der Bevölkerung waren unter 18 Jahre alt, 8,4 Prozent zwischen 18 und 24, 25,7 Prozent zwischen 25 und 44, 25,5 Prozent zwischen 45 und 64 und 16,4 Prozent waren 65 Jahre oder älter. Das Durchschnittsalter betrug 39 Jahre. Auf 100 weibliche Personen kamen 90,6 männliche Personen und auf Frauen im Alter von 18 Jahren und darüber kamen 86,2 Männer.
Das jährliche Durchschnittseinkommen eines Haushalts betrug 30.353 USD, das Durchschnittseinkommen einer Familie 36.555 USD. Männer hatten ein Durchschnittseinkommen von 29.189 USD, Frauen 20.827 USD. Das Prokopfeinkommen betrug 15.681 USD. 14,5 Prozent der Familien und 19,1 Prozent der Einwohner lebten unterhalb der Armutsgrenze.

## Kultur und Sehenswürdigkeiten

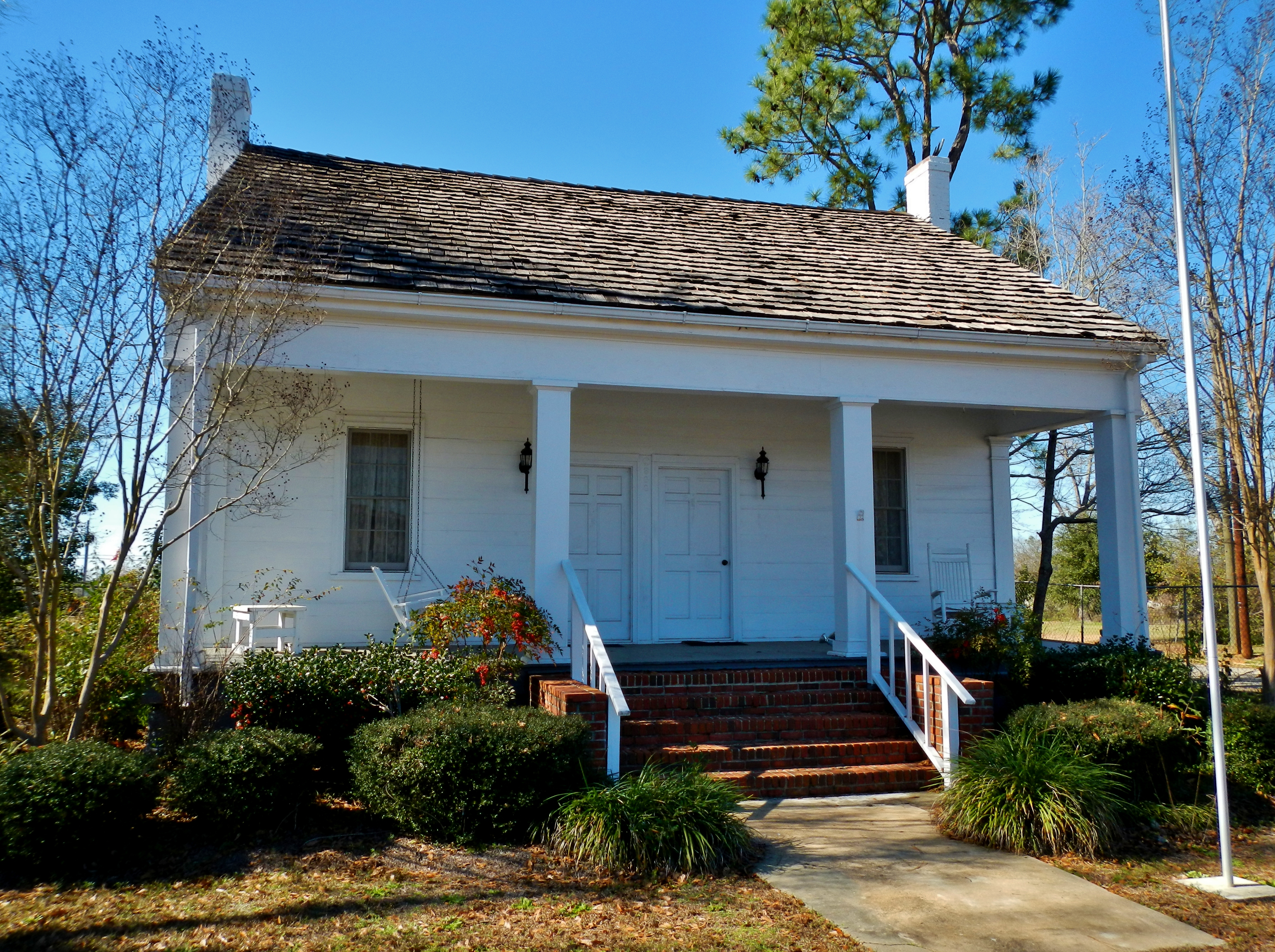
Kennedy House (2012)

Drei Bauwerke im County sind im National Register of Historic Places (NRHP) eingetragen (Stand 2. April 2020), das Kennedy House, das Oates House und das Seaboard Coast Line Railroad Depot.

## Orte im Henry County
- Abbeville
- Balkum
- Barnes
- Blackwood
- Browns Crossroad
- Capps
- Coates
- Danzey
- Edwin
- Graball
- Grandberry Crossroads
- Haleburg
- Hardwickburg
- Hayes
- Headland
- Kirklands Crossroads
- Lawrenceville
- Miller
- Newville
- Otho
- Scottsboro Crossroads
- Screamer
- Shorterville
- Tumbleton
- Union
- White Oak
- Wills Crossroads